# Megachile parancinnula
Megachile parancinnula är en biart som beskrevs av Cockerell 1937. Megachile parancinnula ingår i släktet tapetserarbin, och familjen buksamlarbin. Inga underarter finns listade i Catalogue of Life.